# Antony Cyril Sutton
Pour les articles homonymes, voir Sutton.
Antony Cyril Sutton, né le 14 février 1925 et mort le 17 juin 2002, est un essayiste américain d'origine britannique. Economiste de profession, il est une figure du conspirationnisme aux États-Unis, dénonçant le rôle secret des puissances financières dans l'histoire moderne.
Il est notamment l'auteur d'une trilogie sur Wall Street, selon laquelle des banquiers et industriels américains auraient soutenu le développement des régimes totalitaires soviétique et nazi, ainsi que le New Deal, que Sutton dénonce comme une forme de socialisme.
Ses livres ont été critiqués aux États-Unis pour leurs méthodes, leurs conclusions, ainsi que pour leur manque de sources, mais y ont joui d'une certaine notoriété auprès de courants conservateurs et libertariens jusqu'à la fin de la guerre froide.

## Biographie
Sutton fut chercheur à Stanford au sein de la fondation Hoover de 1968 à 1973. Il enseigna l'économie à l'UCLA. Il étudia à Londres, Göttingen et UCLA et fut titulaire d'un doctorat en sciences de l'Université de Southampton, en Angleterre,,,,,.

## Théories
L'historien Bernard Bruneteau observe que Sutton, « économiste britannique ultraconservateur devenu américain [...] n'a cessé de dénoncer depuis les années 1970 les projets mondialistes de l’establishment bancaire américain, accusé de surcroît d'avoir favorisé à la fois l'avènement des bolcheviques et de Hitler afin de mieux contrôler la Russie et l'Allemagne dans le futur. » Les ouvrages de l'économiste sont ainsi encensés par Pierre de Villemarest, journaliste et écrivain d'extrême droite,, pour qui « Sutton fut le seul auteur qui ait jamais disséqué les contrats grâce auxquels les totalitarismes nazi et soviétique ont pu vivre et survivre économiquement ».
En outre, Bernard Bruneteau note qu'Alain Soral puise ses références relatives à une soi-disant « mondialisation juive par essence » dans de « vieux chenaux idéologiques », ceux de « la vulgate courante du « judéo-bolchevisme » de l'entre-deux-guerres », mais également chez des « auteurs d'aujourd'hui, présentés comme « historiens » ou experts de leurs sujets, mais appartenant plus à une catégorie d'essayistes en rupture ou marginaux, ces « intellectuels prolétaroïdes » décrits en son temps par Max Weber. » Diffusées par Égalité et Réconciliation, les publications d'Antony Sutton, Anne Kling et Daniel Estulin visent ainsi à « accréditer la thèse de l'origine commune de la double impulsion mondialiste du XXe siècle – libérale et marxiste. »

### Sur la société de la Skull & Bones
Selon Sutton, l'élite de la société des Skull and Bones développerait une vision de l'éducation des masses prônant non pas l'individualisme mais l'intégration dans une société organique — vision inspirée de la doctrine de Hegel sur l'État absolu. Dans ce type d'État, l'individu trouve sa liberté par l'obéissance aux lois de l'État. Les libertés individuelles, quant à elles, doivent se soumettre à une tyrannie rationnelle.
De plus, Sutton soutient que la théorie de Wilhelm Wundt sur les similitudes entre psychologie animale et humaine ainsi que la notion hégélienne du conflit qui crée l'Histoire, font partie intégrante de l'idéologie des Skull & Bones. Ainsi le conflit entre une thèse et une antithèse donne une synthèse et si le processus thèse-antithèse est sous le contrôle de cette société, la synthèse découlera forcément de sa volonté. En l’occurrence, il est question de l'organisation, par une société d'élite, du conflit Marxisme - Nazisme dans le but d'instaurer une seule idéologie mondiale[pas clair]. Pour Sutton, la synthèse ultime des Skull & Bones est le Nouvel ordre mondial. [pas clair]

### Sur les liens entre Wall Street et Franklin Delano Roosevelt
Pour Sutton, l'action de Franklin Delano Roosevelt s'est fait dans l'intérêt de la haute finance américaine par son New Deal et par d'autres lois promulguées à partir de 1933.

## Œuvres

### Livres en anglais
- Western Technology and Soviet Economic Development: 1917-1930 (1968)
- Western Technology and Soviet Economic Development: 1930-1945 (1971)
- Western Technology and Soviet Economic Development: 1945-1965 (1973)
- National Suicide: Military Aid to the Soviet Union (1973)
- What Is Libertarianism? (1973)
- Wall Street and the Bolshevik Revolution (1974, 1999)
- Wall Street and the Rise of Hitler (1976, 1999)
- Wall Street and FDR (1976, 1999)
- The War on Gold: How to Profit from the Gold Crisis (1977)
- Energy: The Created Crisis (1979)
- The Diamond Connection: A manual for investors (1979)
- Trilaterals Over Washington - Volume I (1979; avec Patrick M. Wood)
- Trilaterals Over Washington - Volume II (1980; avec Patrick M. Wood)
- Gold vs Paper: A cartoon history of inflation (1981)
- Investing in Platinum Metals (1982)
- Technological Treason: A catalog of U.S. firms with Soviet contracts, 1917-1982 (1982)
- America's Secret Establishment: An Introduction to the Order of Skull & Bones (1983, 1986, 2002)
- How the Order Creates War and Revolution (1985)
- How the Order Controls Education (1985)
- The Best Enemy Money Can Buy (1986)
- The Two Faces of George Bush (1988)
- The Federal Reserve Conspiracy (1995)
- Trilaterals Over America (1995)
- Cold Fusion: Secret Energy Revolution (1997)
- Gold For Survival (1999)

### Livres en français
- Le Complot de la Réserve fédérale (2009)
- Wall Street et la Révolution bolchevique (2012)
- Wall Street et l'ascension de Hitler (2012)
- Le Pouvoir Secret Américain : l'Ordre de Skulls and Bones (2015).